# Torridge and West Devon
Circonscription parlementaire de la Chambre des communes
La circonscription de Torridge and West Devon est une circonscription située dans le Devon, et représentée à la Chambre des communes du Parlement britannique depuis 2005 par Geoffrey Cox du Parti conservateur.

## Géographie
La circonscription comprend :
- Les villes de Bideford, Tavistock, Great Torrington et Holsworthy

## Députés
Les Members of Parliament (MPs) de la circonscription sont :
| Législature                                                | Années       | Député         | Député               | Parti               |
| ---------------------------------------------------------- | ------------ | -------------- | -------------------- | ------------------- |
| Torridge and West Devon issue de West Devon et North Devon |              |                |                      |                     |
| 49e                                                        | 1983–1987    |                | Peter McLay Mills    | Conservateur        |
| 50e                                                        | 1987–1992    | Emma Nicholson |                      | Conservateur        |
| 51e                                                        | 1992–1995    | Emma Nicholson |                      | Conservateur        |
| 51e                                                        | 1995-1997    | Emma Nicholson |                      | Libéraux-démocrates |
| 52e                                                        | 1997–2001    | John Burnett   |                      | Libéraux-démocrates |
| 53e                                                        | 2001–2005    | John Burnett   |                      | Libéraux-démocrates |
| 54e                                                        | 2005–2010    |                | Charles Geoffrey Cox | Conservateur        |
| 55e                                                        | 2010–2015    |                | Charles Geoffrey Cox | Conservateur        |
| 56e                                                        | 2015–2017    |                | Charles Geoffrey Cox | Conservateur        |
| 57e                                                        | 2017–2019    |                | Charles Geoffrey Cox | Conservateur        |
| 58e                                                        | 2019–Présent |                | Charles Geoffrey Cox | Conservateur        |